# 志村真幸
志村真幸（しむら まさき、1977年- ）は、日本の研究者。専門は比較文化、民俗学、南方熊楠研究。慶應義塾大学文学部准教授（有期）。

## 人物・来歴
神奈川県小田原市生まれ。2000年慶應義塾大学文学部卒業。2007年京都大学大学院人間・環境学研究科文化・地域環境学専攻博士後期課程単位取得退学。2008年「愛犬趣味の誕生 近代化する社会における純血と雑種の問題」で博士（人間・環境学）の学位を取得。南方熊楠顕彰館および南方熊楠顕彰会外部協力研究者として、資料調査、展覧会、出張展、公開講座などを担当。2019年より南方熊楠顕彰会理事。慶應義塾大学非常勤講師、京都外国語大学非常勤講師を務める。2020年『南方熊楠のロンドン』でサントリー学芸賞、井筒俊彦学術賞受賞。

## 著書
- 『日本犬の誕生 純血と選別の日本近代史』勉誠出版, 2017
- 『南方熊楠のロンドン 国際学術雑誌と近代科学の進歩』慶應義塾大学出版会, 2020
- 『熊楠と幽霊』集英社インターナショナル新書, 2021
- 『絶滅したオオカミの物語 イギリス・アイルランド・日本』渡辺洋子共著, 三弥井書店, 2022
- 『未完の天才 南方熊楠』講談社現代新書, 2023.6
- 『在野と独学の近代 : ダーウィン、マルクスから南方熊楠、牧野富太郎まで』中公新書, 2024.9

編著
- 『異端者たちのイギリス』共和国, 2016
- 『熊楠と猫』杉山和也・岸本昌也・伊藤慎吾共編, 共和国, 2018
- 『動物たちの日本近代 ひとびとはその死と痛みにいかに向きあってきたのか』ナカニシヤ出版, 2023
- 『南方熊楠の生物曼荼羅 生きとし生けるものへの視線』三弥井書店, 2024

翻訳
- 『南方熊楠 英文論考 〈ノーツアンドクエリーズ〉誌篇』飯倉照平監修、集英社, 2014.12

松居竜五・田村義也・中西須美・南條竹則・前島志保共訳

## 論文
- <志村真幸